# 32604 Meganmansfield
32604 Meganmansfield este o planetă minoră (asteroid) din centura de asteroizi. A fost descoperită pe 23 august 2001 la Stația Anderson Mesa de Lowell Observatory Near-Earth-Object Search. 
Obiectul prezintă o orbită caracterizată de o semiaxă mare de 2,4348515 UAi, o excentricitate de 0,2, o înclinație de 1,5222 ° în raport cu ecliptica.